# Condado de Halifax (Carolina do Norte)
O Condado de Halifax é um dos 100 condados do estado americano da Carolina do Norte. A sede do condado é Halifax, e sua maior cidade é Roanoke Rapids. O condado possui uma área de 1 894 km² (dos quais 16 km² estão cobertos por água), uma população de 57 370 habitantes, e uma densidade populacional de 31 hab/km² (segundo o censo nacional de 2000). O condado foi fundado em 1758.